# 뉴캐슬 공습
뉴캐슬 공습은 제2차 세계 대전 중 나치 독일의 루프트바페가 영국 뉴캐슬어폰타인에 가한 전략폭격을 의미한다. 1940년 7월부터 1941년 12월까지 도시에 대한 폭격으로 거의 400명이 사망했다.

## 전략적 목표
퓌러의 전쟁 지시 제9호의 일부로서, 영국 북동부의 뉴캐슬, 노스 타인사이드, 위어사이드, 티스사이드는 중요한 목표로 간주되었다. 이 지역들은 런던과 남부로 석탄을 보내는 조선업과 분주한 부두를 포함한 중요한 중공업이 있었고, 스코틀랜드로 연결되는 주요 철도망도 있었다. 목표에는 타인 강 다리, 부두, 엘스윅 제철소, 스완 헌터 조선소, 비커스 암스트롱 "해군 조선소", 월센드 슬립웨이가 포함되었다.
1939년 9월 독일에 대한 선전포고 이후, 주로 어린이를 포함한 30,000명 이상의 사람들이 도시에서 레이크디스트릭트 및 시골 노섬벌랜드주를 포함한 지역으로 피난했다.

## 폭격

### 1940년
뉴캐슬과 인접한 게이츠헤드에 대한 첫 주요 공습은 1940년 7월 2일에 일어났다. 목표는 하이 레벨 교였으며, 13명이 사망하고 123명이 부상당했다.
1940년 8월 15일에는 독일 폭격기들이 노르웨이와 덴마크의 기지에서 (비행장으로 향하며) 날아와 뉴캐슬에 또 다른 공습을 가했다. 공격 부대의 대부분은 영국 전투기에 의해 요격되었지만, 일부 폭격기는 뉴캐슬과 선덜랜드에 폭탄을 투하했다.

### 1941년
1941년 4월 25일, 독일 폭격기 부대가 뉴캐슬을 공격하여 고성능 폭탄, 소이탄, 낙하산 지뢰를 투하했다. 47명이 사망하고 수십 채의 주택이 거주 불가능하게 되었다.
1941년 9월 1일 공습으로 뉴 브리지 스트리트 화물역에 대형 화재가 발생하여 일주일 동안 지속되었다. 이 공습으로 50명이 사망하고, 71명이 중상을 입었으며, 140명이 경미한 부상을 입었고, 천 명 이상의 사람들이 집을 잃었다.
뉴캐슬에 대한 마지막 대규모 공습은 1941년 12월 29일에 발생했으며, 바이커 지역에서 9명이 사망했다. 소규모 그룹 또는 단일 폭격기에 의한 소규모 '팁 앤 런' 공습은 이후 2년 동안 계속되었다.
W.A. 윌킨슨(방공호로 사용됨)이 피격되면서 노스 실즈에도 또 다른 공습이 발생했다.
뉴캐슬은 당시 다른 영국 도시들과 대규모 마을과 마찬가지로 1920년대와 1930년대 내내 급속도로 확장되었으며, 민간 부문에서 새로운 주택이 건설되었고, 도심의 빈민가를 대체하기 위한 새로운 공영 주택도 건설되었다. 뉴캐슬 공습으로 인한 주택 재고 손실은 전쟁이 끝난 후 타인사이드 전역에서 주택 건설을 가속화시켰다.